# Royal Armouries
Le Royal Armouries est le musée britannique consacré aux armes et armures. Fondé en 1983, il est partagé en trois musées : le Royal Armouries de la Tour Blanche à la Tour de Londres, le  Royal Armouries Museum de Leeds et le Fort Nelson (en) dans le Hampshire.
| Localisation                   | Coordonnées                 |
| ------------------------------ | --------------------------- |
| Royal Armouries Museum (Leeds) | 53° 47′ 31″ N, 1° 31′ 56″ O |
| Tower of London (Londres)      | 51° 30′ 31″ N, 0° 04′ 35″ O |
| Fort Nelson (en) (Portsmouth)  | 50° 51′ 38″ N, 1° 08′ 20″ O |

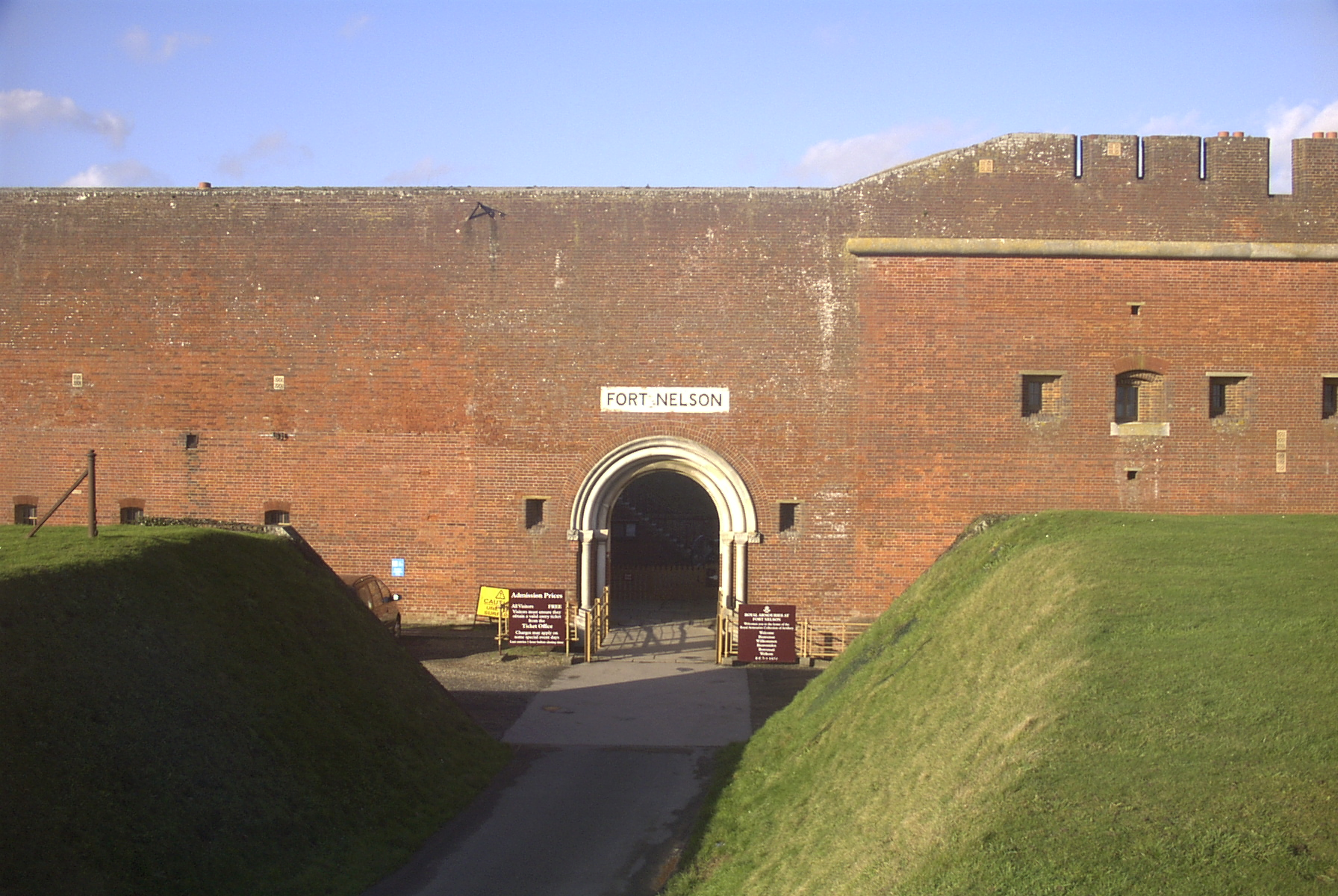
Fort Nelson,
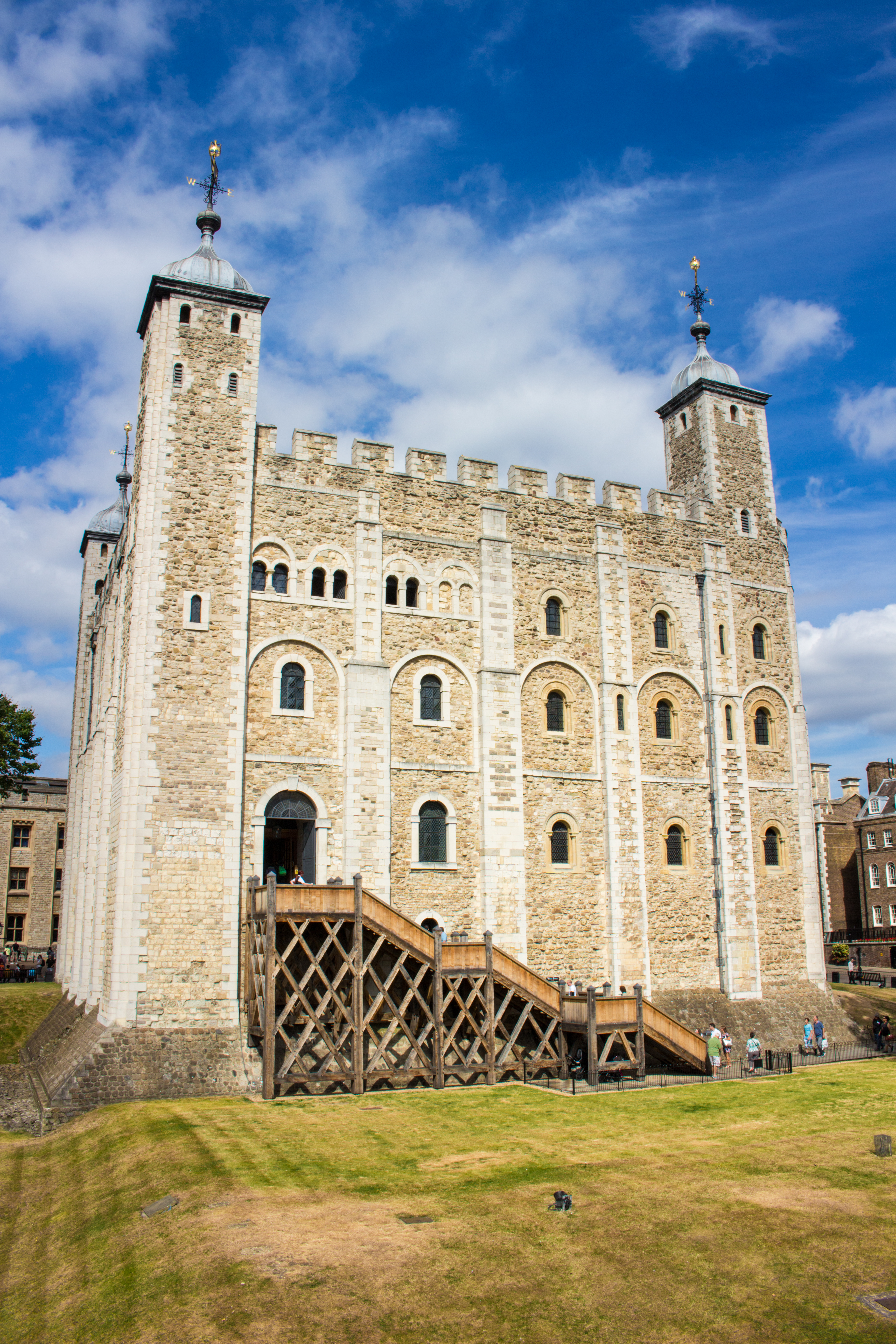
Tour VBlanche.